# Donji Zbilj
Donji Zbilj is een plaats in de gemeente Desinić in de Kroatische provincie Krapina-Zagorje. De plaats telt 167 inwoners (2001).